# Camille Ducharme
Pour les articles homonymes, voir Ducharme.
Camille Ducharme (12 décembre 1908 à Cookshire - 26 avril 1984 à Montréal) est un comédien québécois. 

## Biographie
Camille Ducharme fait ses études classiques au Collège Bourget de Rigaud avant de suivre des cours de chant auprès de Rodolphe Plamondon. Sa rencontre avec Édouard Montpetit décide du tournant de sa vie. 
Après l'avoir entendu réciter une tirade de Cyrano, Édouard Montpetit, alors directeur de l'émission de radio L'Heure provinciale, le présente au comédien et animateur de l'émission Henri Letondal qui lui conseille de suivre des cours d'art dramatique chez Madame Audet et avec Jeanne Maubourg au Conservatoire LaSalle. 
Henri Letondal lui octroie un rôle au Théâtre Stella, où partageant la vedette avec Fred Barry, il croit sa carrière lancée. Toutefois, le Théâtre Stella ferme ses portes à la fin de l'année. Il séjourne un temps en France avant de revenir au pays en 1934, où il obtient tout de suite un rôle dans le feuilleton radiophonique Le Curé de village, de Robert Choquette; par la suite, il joue à la radio, dans Ceux qu'on aime, la Fiancée du commando, Jeunesse dorée, l'Amour voyage, et Un homme et son péché (où il incarne le notaire Lepotiron, rôle qu'il reprendra à la télévision). 
L'année 1952 marque les débuts de la télévision au Canada. Radio-Canada diffuse son premier télé-théâtre le 3 août 1952, le Seigneur de Brinqueville de Pierre Petel, où la distribution comprend Charlotte Boisjoli, Jeanne Demons, Jean Duceppe, Guy Hoffmann et Camille Ducharme dans le rôle... d'un notaire. 
De 1952 à 1977, il participe à plus de 70 télé-théâtres, en plus de tenir le rôle du notaire LePotiron dans Les Belles Histoires des pays d'en haut où son histoire d'amour avec la belle Angélique retient l'attention des spectateurs jusqu'en 1970. 
Pour la télévision, Camille Ducharme joue dans un nombre impressionnant de séries télévisées : Arsène Lupin, les Belles Histoires des pays d'en haut, Docteur Goudron et professeur Plume, Duplessis, la Famille Plouffe, Je me souviens, Kosmos 2001, Marcus, Marie-Didace, Les 100 tours de Centour, Les Moineau et les Pinson, Monsieur Lecoq, Radisson, Ouragan et Y'a pas de problème.
Il meurt à l'âge de 74 ans le 26 avril 1984 à l'hôpital du Sacré-Cœur de Montréal après avoir été victime d'une thrombose cérébrale.

## Filmographie
- 1949 : Un homme et son péché : Notaire Lepotiron
- 1949 : Le Curé de village  de  Paul Gury : Notaire Bellerose
- 1950 : Séraphin (une suite du film Un homme et son péché de 1949) : Notaire Lepotiron
- 1951 : La Treizième Lettre (The 13th Letter) : Fredette
- 1953 : La Famille Plouffe (série télévisée) : Rosaire Joyeux
- 1954 : L'Esprit du mal : M. Trudeau
- 1956 - 1970 : Les Belles Histoires des pays d'en haut (série télévisée) : Notaire Lepotiron
- 1957 : Radisson (série télévisée) : Le Gouverneur (unknown épisodes)
- 1957 : Les Brûlés (série télévisée)
- 1958 : Marie-Didace (série télévisée) : Le typographe
- 1959 : Les Brûlés : L'abbé Armand
- 1964 : Trouble-fête de Pierre Patry : l'homosexuel
- 1965 : La Corde au cou : Le bedeau de Ste-Monique
- 1972 : Les Indrogables
- 1971 - 1972 : Les 100 tours de Centour (série télévisée) : Philibert Coton
- 1975 : Y'a pas de problème (série télévisée) : Dr. Lavigueur
- 1977 : Duplessis (feuilleton TV) : Louis-Alexandre Taschereau
- 1978 : La Bataille de la Châteauguay de Marcel Carrière
- 1981 : Le Temps d'une paix (série télévisée): Louis-Alexandre Taschereau
- 1982 - 1984 : Les Moineau et les Pinson (série télévisée) : Grand-père Pinson